# Александровский театр
Алекса́ндровский театр (фин. Aleksanterin teatteri, швед. Alexandersteatern) — один из старейших театров Финляндии, расположенный в городе Хельсинки на улице Булеварди, напротив музея Синебрюхова недалеко от площади Хьеталахти.
Александровский театр обладает неповторимой атмосферой старинного императорского театра. Его история связана с великими именами российских и финских артистов. На сцене театра выступали Фёдор Шаляпин, Мария Савина, Владимир Давыдов, Константин Варламов, Павел Гайдебуров, Максим Горький, Роман Борисович Аполлонский, Юрий Михайлович Юрьев и многие другие.

## История

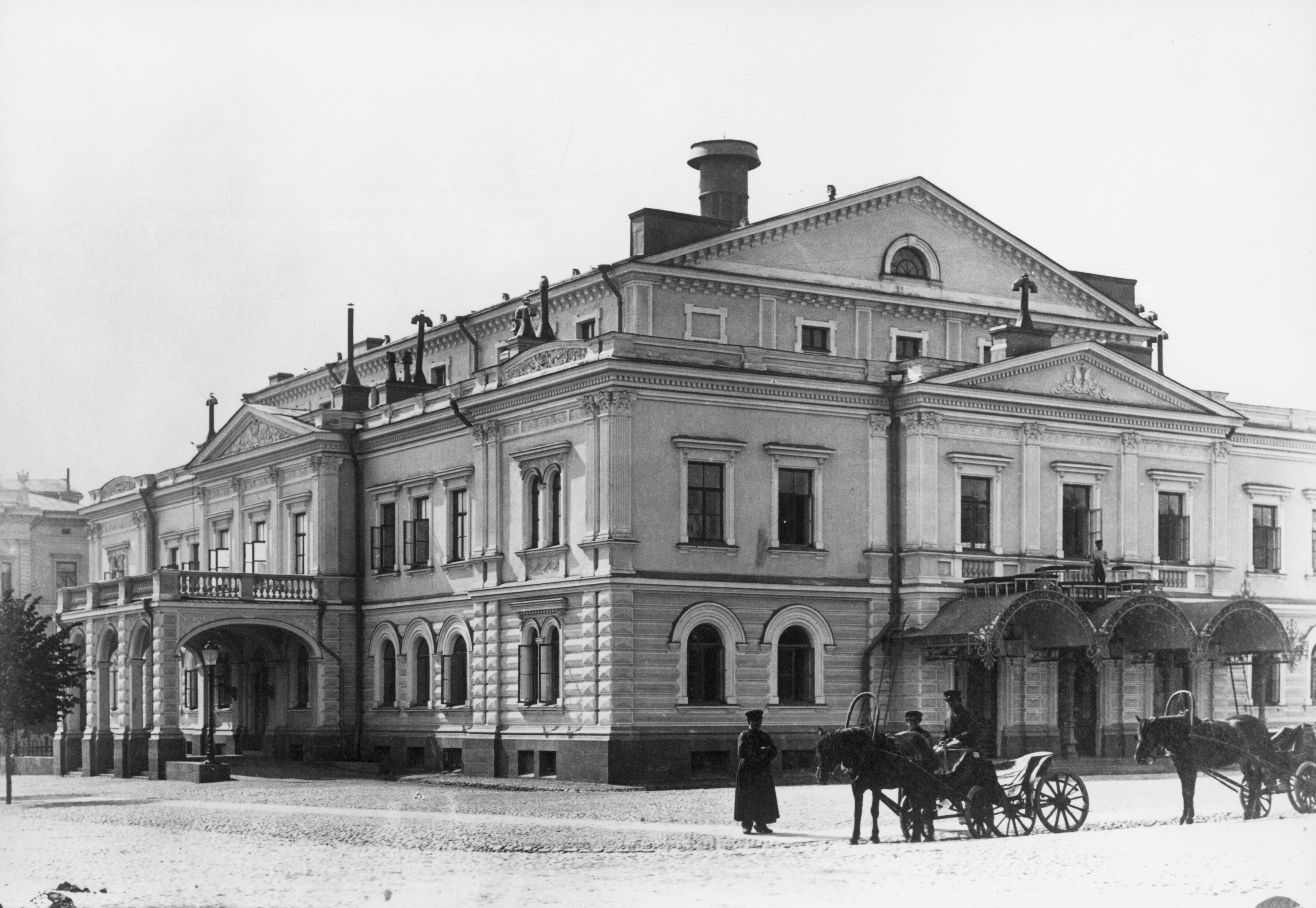
Театр в 1880-е

В 1868—1918 годах в Гельсингфорсе действовал Русский казённый театр. Первые семь лет он существовал в театре «Аркадия» (не сохранился).
Новое здание театра было построено по инициативе генерал-губернатора Финляндии Николая Адлерберга, который предложил императору Александру II построить театр в Хельсинки для русских. Здание было спроектировано главой инженерного управления крепости Свеаборг, подполковником Пётром Петровичем Бенардом при руководстве полковника Кошперова.
Новое здание театра завершено в октябре 1879 года. Переименован в Гельсингфорсский Русский казённый Александровский театр. Театр назвали в честь Александра II, который покрыл значительную сумму расходов из своей казны.
Александровский театр был торжественно открыт 30 марта 1880 года оперой Шарля Франсуа Гуно «Фауст», в исполнении итальянской оперной труппы, приехавшей из Санкт-Петербурга. Первые два сезона репертуар театра состоял в основном из оперных спектаклей, а с 1882 по 1918 годы в нём побывало около тысячи артистов драмы, оперы, оперетты, балета и эстрады.
С 1919 года по 1993 годы на сцене Александровского театра проходили представления Финской национальной оперы (образована в 1911 году) и Финского национального балета (учреждён в 1922 году). В 1950-х годах появилась пристройка.
В 1993 году, когда для Финской национальной оперы и балета было построено новое здание, Александровский театр снова стал гастрольным театром и на его сцене можно было увидеть спектакли разных жанров: драму, оперу, балет, мюзиклы, танцевальные спектакли, концерты классической и современной музыки.
Существовавшее ранее название «Русский казенный театр Гельсингфорса, Александровский театр» постепенно трансформировалось, так как театр давно уже стал интернациональным, а с гастролями на его сцене выступали коллективы со всего мира.
С 2005 года здание театра находилось в управлении государственной компании по управлению недвижимостью Senaatti-kiinteistöt. Государство не нашло применения театру. Здание нуждается в реконструкции, на которую у государства нет средств. Поэтому в 2019 году театр был выставлен на продажу. В 2022 году театр продан за 1,85 млн евро компании BME Property Oy, принадлежащей местной инвестиционной компании BOA Group Oy.